# Khan Abu Shamat
Khan Abu Shamat, auch Khan Abou Shamat, lateinisch möglicherweise Thama, ist ein kleines römisches Militärlager am vorderen Limes Arabiae et Palaestinae im Gouvernement Rif Dimaschq im Südwesten Syriens. Die Anlage wurde in der Provinz Syria Phoenice gegründet, die während der Regierungszeit des Kaisers Septimius Severus (193–211) im Jahr 194 n. Chr. durch Spaltung der Provinz Syria entstand. Die nächstgelegene Kleinstadt Ad-Dumair, in römischer Zeit ein wichtiges Regionalzentrum, befindet sich rund 18,30 Kilometer westlich, die bedeutende antike Metropole von Damaskus liegt rund 56 Kilometer westsüdwestlich. Zum nächstgelegenen Kohortenkastell ed-Dumer sind es rund 15 Kilometer in westlicher Richtung. Die Anlage wurde an der Strata Diocletiana errichtet, die von Norden nach Süden dem römischen Grenzverlauf folgt. Das einsam gelegene und guterhaltene Kastell befindet sich seit Jahrzehnten in einem militärischen Sperrgebiet und kann daher mit modernen Methoden archäologisch nicht untersucht werden.

## Lage
Seit der Antike war die Fundstätte eine wichtige Zwischenstation an der nach Süden durch die semiaride Wüstensteppe und den Hauran verlaufenden Kastellkette an der Strata Diocletiana, die nach Norden zur Metropole Palmyra und der Festungsstadt Sura anschloss.
Aus geologischer Sicht befindet sich die gesamte Region in einem Gebiet aufgefalteter Gebirgsketten, die aus schmalen verwerfungsreichen Antiklinalen bestehen. Als südöstliche Ausläufer des Anti-Libanon und dessen nordöstlichen Abschnitts, des Qalamoun-Gebirges, erstreckt sich die leicht bogenförmige Gebirgskette von Südwesten nach Nordosten über die Hochlandregion des Dschebel Bischri bis zum Euphrat. Die tektonischen Bewegungen halten bis heute an und begünstigen zusammen mit der starken Trockenheit die Bildung von synklinalen, geschlossenen Senken, in denen sich je nach Voraussetzung neben trockenen auch feuchte Zonen bilden können. Das allgemeine topographische Bild, das überall ähnlich ist, verbindet die Gebirgsketten, mit steilen, unfruchtbaren Abhängen, felsigen Ausläufern und eingetieften Tälern. Der Anti-Libanon kann als Halbhorst bezeichnet werden, da seine Südostflanke vergleichsweise schwache und gleichmäßig nach Südosten einfallende Schichten besitzt. An den Ostabhängen, an denen sich das Kleinkastell befindet, werden die Ablagerungen zur Syrischen Wüste hin immer feiner und münden in einer ausgedehnten lehmig-salzigen und vegetationslosen Ebene, in der sich das Wasser der winterlichen Niederschläge sammelt und in der auch Salz gewonnen werden kann. In den Bergen wird zudem Kalkstein, aber auch Marmor abgebaut.

## Forschungsgeschichte
Das Kastell Khán Shámát und seine angrenzende Zisterne wurde erstmals 1871 mit einer Randbemerkung durch die vorbeiziehenden englischen Reisenden Richard Francis Burton (1821–1890) und Charles Francis Tyrwhitt-Drake (1846–1874) erwähnt: „Khán Shámát, in der Nähe des gleichnamigen Tells; es besitzt eine große, jetzt aber nutzlose Birket oder Zisterne: vom Ayn el-Rahib aus konnten wir den schwarzen Schutthaufen deutlich genug erkennen.“ Die bis heute wichtigsten Untersuchungsergebnisse stellte erst der österreich-ungarische Orientalist Alois Musil (1868–1944) am 4. Oktober 1908 auf. Er nahm binne weniger Nachmittagsstunden eine erste Vermessung und Kurzbeschreibung von Hân ăs-Šâmât vor und publizierte einen ersten Plan, wobei auch eine auf dem nahen Tell gelegene Ruine unbekannter Zeitstellung erwähnt wird. Eine Ergänzung dieser Forschungen nahm der französische Jesuitenpater und archäologischen Luftbildpionier Antoine Poidebard (1878–1955) vor, der Musils Plan erneut reproduzierte.
Bei dem Versuch, das Kastell auf Grundlage moderner wissenschaftlicher Forschungen erneut zu besuchen, stellte der französische Archäologe Thomas Bauzou in den späten 1980er Jahren fest, dass es nicht mehr zugänglich war, da das Gelände bis heute als militärisches Sperrgebiet ausgewiesen ist. Wie geheimdienstliche Untersuchungen der Defense Intelligence Agency im Jahr 1990 ergaben, lagerte das syrische Militär in Khan Abu Shamat chemische Waffen.

## Baugeschichte
Das aus dem anstehenden Kalkstein errichtete Kastell ist nordöstlich-südwestlich orientiert und wurde neben einer kleinen Hügelkuppe errichtet. Der Bau besitzt nach den Vermessungen Musils einen fast quadratischen Grundriss von rund 50 × 50 Metern (= 2,50 Hektar). Die vier rund 9 × 9 Meter umfassenden, quadratischen Ecktürme springen sechs Meter aus dem Verband der Umfassungsmauer hervor. Im Plan des französischen Archäologen Maurice Lenoir (1946–2010) setzt die nordöstliche Umfassungsmauer mittig vor dem einzigen einspurigen Zugang aus. Dieser ist vier Meter breit und besitzt sehr kurze, nach außen gezogene Zungenmauern. Die drei Meter breite Umfassungsmauer besteht aus Opus implectum, einem zweischaligen Mauerwerk aus kleinen, regelmäßig gesetzten Werksteinen und einem vermörtelten Kern aus Schotter. Offensichtlich gibt es zumindest eine Treppe zum Wehrgang der Anlage in der Nähe des Eingangs. Im Inneren lässt sich nach Musil eine dezidierte aber größtenteils verschüttete Bebauung erkennen. Die zwischen den vier Ecktürmen angelegten massiven Kurtinen waren rundum offenbar mit rechteckigen Raumfluchten bebaut, deren Mauerzüge im rechten Winkel auf die Umwehrung stießen. Diese insgesamt vier den Innenbereich der Fortifikation umgebenden Raumfluchten umschlossen einen zentralen rechteckigen Innenhof, in dessen Zentrum ein weiterer, mittig geteilter Baukörper lag. Eine moderne Überprüfung der Befunde ist jedoch – wie erwähnt – durch die Ausweisung als militärisches Sperrgebiet nicht möglich.
Eine quadratische, rund 27 × 27 Meter große, offene Zisterne in der Nähe des südöstlichen Eckturms und ein Brunnen in der Nähe des nordöstlichen Eckturms stellten die Wasserversorgung der Truppe sicher.